# 473
Évszázadok: 4. század – 5. század – 6. század
Évtizedek: 420-as évek – 430-as évek – 440-es évek – 450-es évek – 460-as évek – 470-es évek – 480-as évek – 490-es évek – 500-as évek – 510-es évek – 520-as évek
Évek: 468 – 469 – 470 – 471 –  472 – 473 – 474 – 475 – 476 – 477 – 478

## Események

### Nyugat- és Keletrómai Birodalom
- I. Leo császárt választják egyedüli consulnak.
- Gundobad (Ricimer unokaöccse, aki nagybátyja halála után a Nyugatrómai Birodalom tényleges vezetője) március elején Glycerius kancellárt (comes domesticorum) emeli a megüresedett császári trónra.
- Euric vizigót király hadsereget küld Itáliába, de a rómaiak megállítják őket és megölik vezérüket, Vincentiust. A vizigótok ezután elfoglalják Arlest és Marseille-t. Videmir osztrogót vezér is Itáliát fenyegeti, de Glycerius kétezer solidusszal megváltja országa biztonságát.
- I. Leo keletrómai császár nem ismeri el Glyceriust, akit Gundobad bábjának tart és Dalmácia katonai főparancsnokát, Iulius Nepost jelöli a nyugatrómai trónra; egyúttal utasítja őt, hogy seregével vonuljon Itáliába.
- I. Leo augustusi címet ad és társuralkodóvá emeli hatéves unokáját, II. Leót.
- I. Leo kiegyezik a trákiai gótok fellázadt vezetőjével, Theodoric Strabóval: Theodoric főparancsnoki (magister militum) címet kap és a császár évente kétezer font aranyat fizet a gótoknak.

## Születések
- I. Kavád, szászánida király

## Halálozások
- Gunderic, burgund király
- Nagy Szent Euthümiosz, örmény remeteszent

## Fordítás
- Ez a szócikk részben vagy egészben  a(z)   473 című angol Wikipédia-szócikk ezen változatának fordításán alapul.  Az eredeti cikk szerkesztőit annak laptörténete sorolja fel. Ez a jelzés csupán a megfogalmazás eredetét és a szerzői jogokat jelzi, nem szolgál a cikkben szereplő információk forrásmegjelöléseként.